# Aaron Armstrong
Pour les articles homonymes, voir Armstrong.
Aaron Armstrong (né le 14 octobre 1977) est un athlète de Trinité-et-Tobago, spécialiste du sprint.

## Biographie
Il a été deux fois champion national sur 200 m, en 2005 et en 2006.

## Palmarès
| Date | Compétition                        | Lieu      | Résultat | Épreuve   | Temps   |
| ---- | ---------------------------------- | --------- | -------- | --------- | ------- |
| 2005 | Ch. d'Am. centrale et des Caraïbes | Nassau    | 2e       | 200 m     | 20 s 35 |
| 2005 | Ch. d'Am. centrale et des Caraïbes | Nassau    | 1er      | 4 x 100 m | 38 s 47 |
| 2006 | Jeux du Commonwealth               | Melbourne | 5e       | 200 m     | 20 s 61 |
| 2008 | Ch. d'Am. centrale et des Caraïbes | Cali      | 1er      | 4 x 100 m | 38 s 54 |
| 2008 | Jeux olympiques                    | Pékin     | 1er      | 4 x 100 m | 38 s 06 |
| 2010 | Jeux du Commonwealth               | New Delhi | 3e       | 100 m     | 10 s 24 |
| 2011 | Ch. d'Am. centrale et des Caraïbes | Mayagüez  | 2e       | 4 x 100 m | 38 s 89 |
| 2011 | Championnats du monde              | Daegu     | 6e       | 4 x 100 m | 39 s 01 |

## Records
Ses meilleurs temps sont de :
- 100 m :	10 s 03	+0,50	Port-d'Espagne	20/06/2009
- 200 m :	20 s 08	+1.70	Norman, OK	10/04/1999